# Ana Livia Cordero
Pour les articles homonymes, voir Cordero.
Ana Livia Cordero, née le 4 juillet 1931 à Santurce et morte le  21 février 1992, est  une activiste politique panafricaniste et anti-impérialiste et médecin portoricaine.

## Biographie
Née à Santurce, Porto Rico, Ana Cordero est fille d'enseignants à l'université de Porto Rico ; son père est aussi contrôleur des comptes. Diplômée de médecine à Puerto Rico en 1948, elle continue ses études à la faculté de médecine et chirurgie de l'université Columbia à New York. En 1953, elle exerce à l'hôpital Sydenham (en) à Harlem. Elle rencontre le militant américain des droits civiques Julian Mayfield (en), qu'elle épouse en 1954. Ils ont deux enfants.
Ana Cordero et Julian Mayfield s'installent à Porto Rico en 1954, où ils vivent jusqu'en 1959. Elle y mène une étude financée par la Fondation Rockefeller pour déterminer comment fournir des soins médicaux adéquats aux communautés rurales pauvres. En 1960, ils se rendent à Cuba. Cordero milite en faveur du mouvement des droits civiques et adopte une ligne panafricaniste et anti-impérialiste.
En 1961, elle déménage avec son mari au Ghana, nouvellement indépendant, inspirée par le leadership de Kwame Nkrumah,. Au Ghana, Cordero croise[pas clair] Maya Angelou[source insuffisante]. Elle y dirige une clinique de santé pour les femmes, devenant notamment le médecin de W. E. B. Du Bois, qu'elle soigne jusqu'à sa mort en 1963. Elle est affiliée à l'Institut national de la santé et de la recherche médicale d'Accra. Pendant leur séjour au Ghana, Cordero et Mayfield désapprouvent la dérive autocratique du régime de Nkrumah et signent une pétition en faveur de l'opposant J. B. Danquah qui meurt en prison en février 1965. Mayfield retourne aux États-Unis en 1966, peu avant le coup d’État qui renverse Nkrumah, et Cordero, qui s'est séparée de Mayfield, est expulsée peu après.[réf. nécessaire]
Elle retourne à Porto Rico en 1967 et poursuit son travail de médecin et de militante politique. Elle prône l'indépendance de Porto Rico et est l'une des représentantes du mouvement indépendantiste à la conférence tricontinentale de 1966 à La Havane, à Cuba. Elle est arrêtée pour son activisme en 1968. Son groupe maintient le contact avec le mouvement de libération afro-américain sur le continent. En 1978, elle participe à la protestation contre les meurtres de Cerro Maravilla,. Elle participe au « Projet pilote de travail avec le peuple », un programme d'éducation populaire combinant la science, le marxisme et les arts : les membres du groupe connaissent des contrôles répétés, des arrestations et le dynamitage de leur local à Tortugo. Elle étend l'activité du groupe à Haïti et auprès des sandinistes du Nicaragua. Elle milite jusqu'à sa mort en 1992.

## Publications
- Ana Cordero, Ana Livia, et Colegio de Abogados de Puerto Rico. Cerro Maravilla : Estudio Del Informe Del Departamento De Justicia. [San Juan], P.R. : Colegio de Abogados de Puerto Rico, 1979.
- Ana Cordero, Ana Livia. " The Determination of Medical Care Needs in Relation to a Concept of Minimal Adequate Care : An Evaluation of the Curative Outpatient Services of a Rural Health Centre". Soins médicaux 2, no. 2 (1964) : 95-103.